# Turbina
Genre
Classification phylogénétique
Turbina est un genre de plantes herbacées ou ligneuses de la famille des Convolvulaceae.

## Liste des espèces
Selon Catalogue of Life (18 janvier 2018) :
- Turbina abutiloides (Kunth) O'Donell
- Turbina amazonica D.F. Austin & G.W. Staples
- Turbina bracteata T. Deroin
- Turbina cordata (Choisy) D.F. Austin & G.W. Staples
- Turbina corymbosa (L.) Raf.
- Turbina inopinata H. Heine
- Turbina longiflora Verdc.
- Turbina oblongata (E. Mey. ex Choisy) A. Meeuse
- Turbina perbella Verdc.
- Turbina pyramidalis (Hall. fil.) A. Meeuse
- Turbina racemosa (Poir.) D.F. Austin
- Turbina stenosiphon (Hall. fil.) A. Meeuse
- Turbina suffruticosa (Burch.) A. Meeuse